# Notoleptopus decaisnei
Notoleptopus decaisnei là một loài thực vật có hoa trong họ Diệp hạ châu. Loài này được (Benth.) Voronts. & Petra Hoffm. mô tả khoa học đầu tiên năm 2008.